# Stenoonops padiscus
Stenoonops padiscus là một loài nhện trong họ Oonopidae.
Loài này thuộc chi Stenoonops. Stenoonops padiscus được Arthur M. Chickering miêu tả năm 1969.